# Jeon Ji-wan
Jeon Ji-wan (kor. 전지완; * 14. Mai 2004) ist ein südkoreanischer Fußballspieler.

## Karriere
Jeon Ji-wan erlernte das Fußballspielen in der Schulmannschaft der Wanju Middle School sowie in den Jugendmannschaften der Jeonbuk Hyundai Motors. Bei Jeonbuk unterschrieb er Ende März 2022 seinen ersten Vertrag. Das Fußballfranchise aus Jeonju spielte in der ersten Liga, der K League 1. Hier kam er jedoch nicht zum Einsatz. Im Januar 2023 ging er nach Japan, wo er an den Drittligisten FC Ryūkyū ausgeliehen wurde. Sein Profidebüt für den Klub aus der Präfektur Okinawa gab Jeon Ji-wan am 2. Dezember 2023, dem letzten Spieltag der Saison 2023, im Auswärtsspiel gegen den Fukushima United FC. Bei dem 0:0-Unentschieden stand er in der Startelf und spielte die kompletten 90 Minuten.